# 伊久姆斯凱
49°16′9″N 37°48′39″E / 49.26917°N 37.81083°E
伊久姆斯凱（羅馬化：Iziumske）是位於烏克蘭東部的村莊，由哈爾科夫州伊久姆區的博罗瓦市镇負責管轄。該村處於涅特里烏斯河畔，始建於1680年，面積1.94平方公里，海拔高度164米，2001年人口694。